# کیرونا
شهر کیرونا (به سوئدی: Kiruna) در ناحیه شهری کیرونا در کشور سوئد واقع شده‌است. جمعیت این شهر ۱۱۴۰٫۲۳  نفر است.